# (74088) 1998 OK14
(74088) 1998 OK14 – planetoida z pasa głównego asteroid okrążająca Słońce w ciągu 4,18 lat w średniej odległości 2,59 j.a. Odkryta 26 lipca 1998 roku.